# Карп, Сергей Бенедиктович
Сергей Бенедиктович Карп (1892, Островец, Виленская губерния, Российская империя — 30 октября 1937, Москва, РСФСР) — советский государственный деятель, председатель Госплана РСФСР (1934—1937).

## Биография
Родился в семье раввина. Еврей. Образование среднее. Сдал экстерном экзамены за курс гимназии; работал точильщиком алмазов; учился 2,5 года в Женевском университете; включился в революционное движение; член партии Поалей-Цион с 1912 по 1919 год.
Член РСДРП(б) с 1917 года.
Избирался членом исполнительного комитета Бобруйского городского Совета (Минская губерния), заместителем председателя Бобруйского уездного СНХ (Минская губерния), председателем кооператива «Молот»,
- 1921—1924 гг. — заместитель председателя Минского городского совета,
- январь-март 1924 г. — председатель иссполнительного комитета Минского городского совета,
- 1924—1925 гг. — народный комиссар финансов Белорусской ССР,
- 1925—1927 гг. — председатель Государственной плановой комиссии при Экономическом Совещании Белорусской ССР,
- 1925—1929 гг. — заместитель председателя СНК Белорусской ССР,
- 1927—1929 гг. — председатель ВСНХ Белорусской ССР,
- 1929—1934 гг. — заместитель народного комиссара финансов РСФСР,
- 1934—1937 гг. — председатель Государственной плановой комиссии при Экономическом Совете РСФСР.

В июле 1937 года арестован. Расстрелян 30 октября 1937 года. Реабилитирован посмертно Военной коллегией Верховного Суда СССР 22 февраля 1956 года.
Семья:
жена — Сарра Давыдовна Крейндель (1898 −1970), репрессирована как «член семьи врага народа», отбывала заключение с 1937 по 1944 год. Реабилитирована Военной коллегией Верховного суда СССР 17 октября 1955 года,
дочери: Инесса Сергеевна Аскинадзе (1922—2010), учитель математики; Ленина Сергеевна Карп (1924—2009), специалист ткацкого производства.

## Адреса в Москве
Новинский бульвар, дом 25, корп. 1, кв. 47 (Дом Наркомфина).